# 国家图书馆管理局

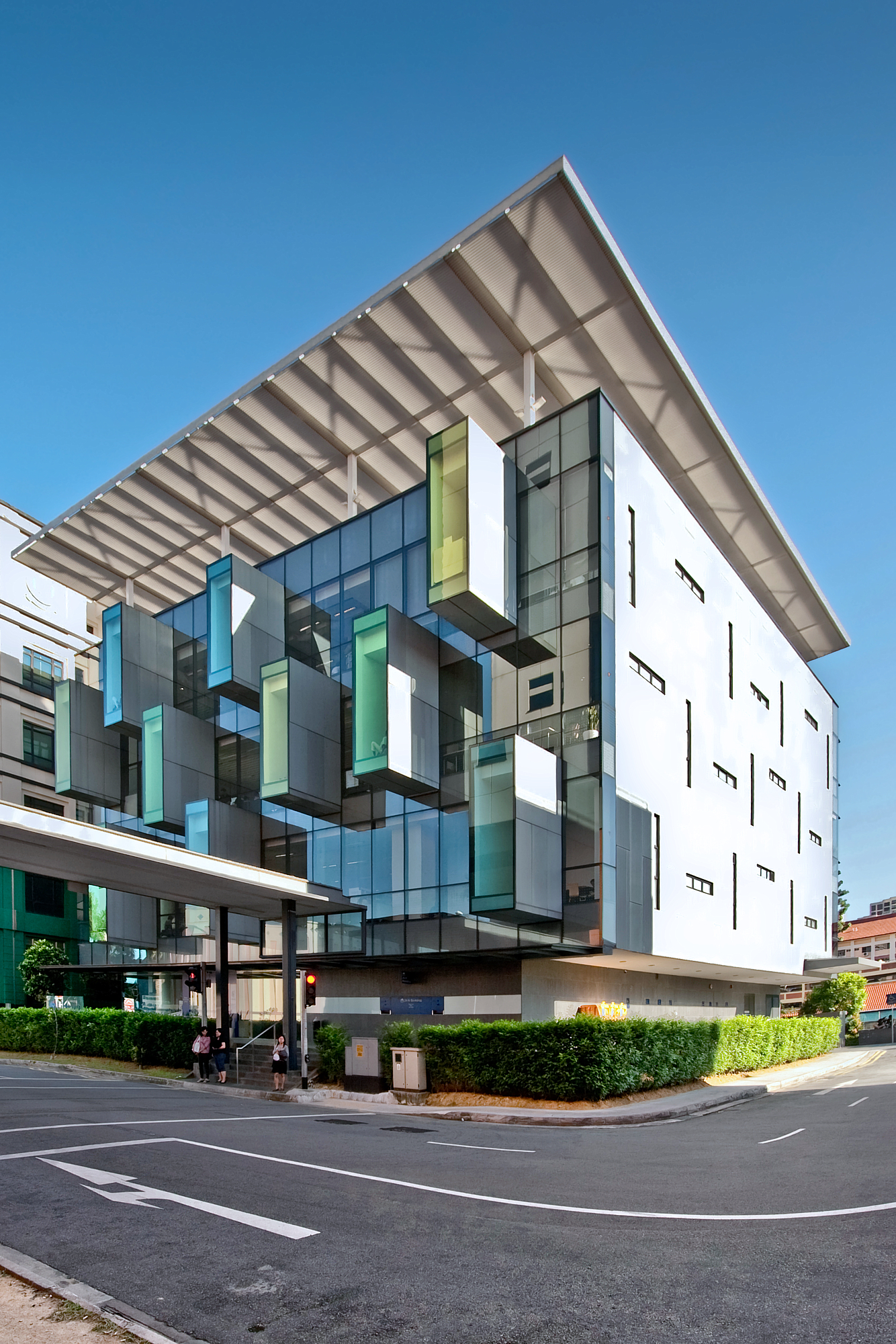
碧山公共圖書館

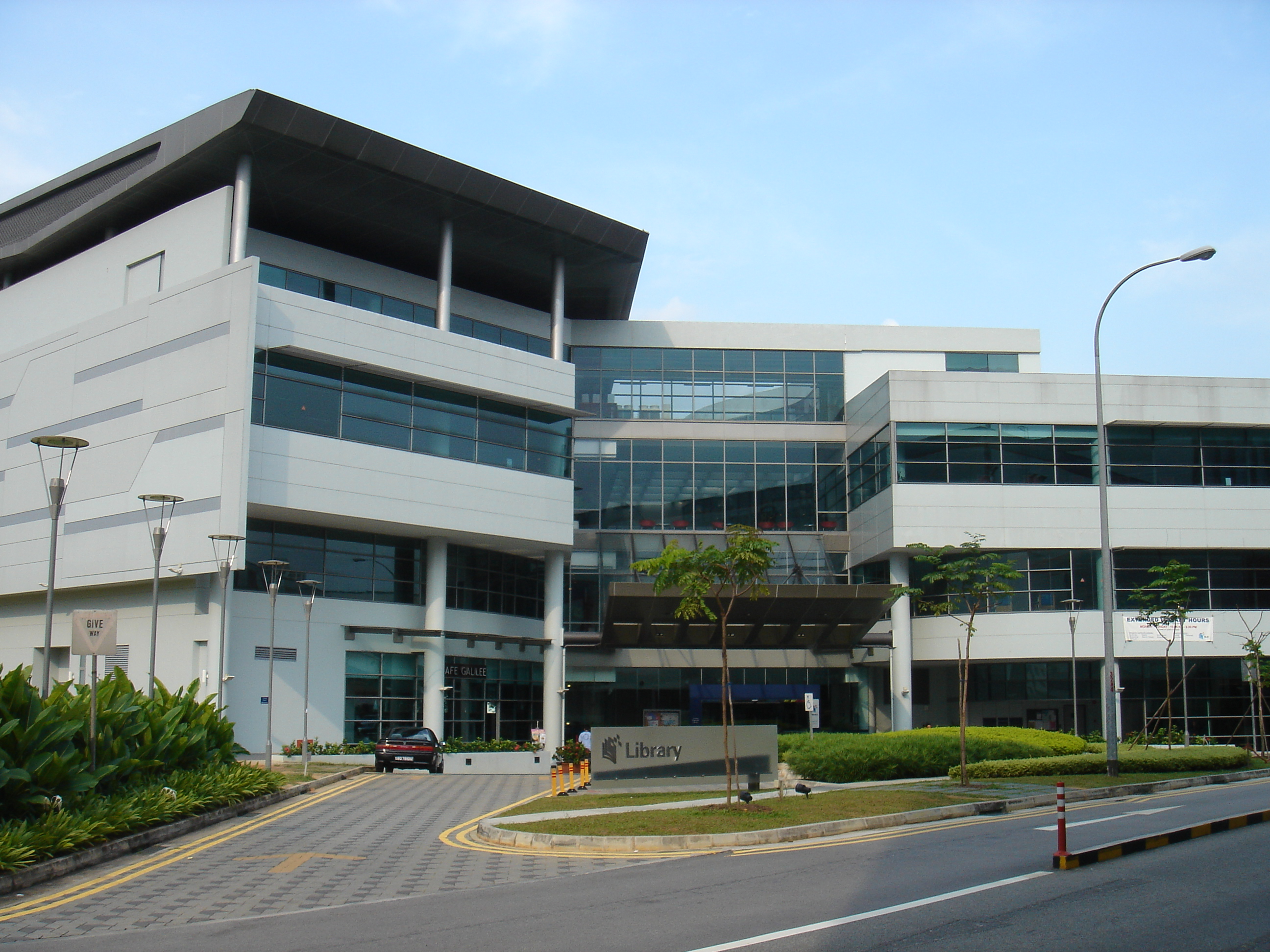
裕廊區域圖書館

國家圖書館管理局（英語：National Library Board）簡稱圖管局，是新加坡政府的法定機構，隸屬通訊及新聞部，負責管理新加坡國內的公共圖書館。主建築國家圖書館位於維多利亞街。